# Maximilian Bittner
Maximilian Bittner (* 12. April 1869 in Lobositz, Bezirk Leitmeritz, Böhmen; † 7. April 1918 in Mödling) war ein österreichischer Orientalist.

## Leben
Bittners Vater Max war erster administrativer und juridischer Beamter des Deutschen Ritterordens. Er selbst studierte an der Universität Wien, u. a. bei Adolf Wahrmund, Friedrich Müller, Joseph von Karabacek, David Heinrich Müller und wurde 1892 zum Dr. phil. promoviert. Er habilitierte sich 1896 in Wien, wurde 1904 zum außerordentlichen und 1906 zum ordentlichen Professor für orientalische Sprachen, einschließlich der semitischen Sprachen, ernannt. An der Konsularakademie lehrte er Arabisch, später auch Persisch. Er war seit 1912 korrespondierendes und seit 1914 wirkliches Mitglied der Kaiserlichen Akademie der Wissenschaften in Wien. Bittner hatte Kenntnisse in etwa „drei Dutzend Sprachen“, weshalb er als „österreichischer Mezzofanti“ apostrophiert wurde. Er arbeitete insbesondere zur Laut- und Formenlehre der neusüdarabischen Sprachen wie Mehri und Soqotri.

## Schriften (Auswahl)
- Der vom Himmel gefallene Brief Christi in seinen morgenländischen Versionen und Rezensionen. Wien 1906, OCLC 695567325.
- Studien zur Laut- und Formenlehre der Mehri-Sprache in Südarabien. Wien 1909–1914.
- Die heiligen Bücher der Jeziden oder Teufelsanbeter (kurdisch und arabisch). Nebst einer grammatischen Skizze. Wien 1913.
- Vorstudien zur Grammatik und zum Wörterbuche der Soqoṭri-Sprache. Wien 1913–1918.